# Japanagromyza polygoni
Japanagromyza polygoni är en tvåvingeart som beskrevs av Spencer 1971. Japanagromyza polygoni ingår i släktet Japanagromyza och familjen minerarflugor. Inga underarter finns listade i Catalogue of Life.